# Турівка (Корюківський район)
Турі́вка (раніше — Турець) — село в Україні, у Корюківській міській громаді Корюківського району Чернігівської області. Населення становить 181 осіб. До 2016 орган місцевого самоврядування — Наумівська сільська рада.

## Географія
Село розташоване на річці Турчанка за 15 км від районного центру і залізничної станції Корюківка та за 5 км від селищної ради. Висота над рівнем моря — 132 м.

## Історія
Колишня назва — село Турець. Соснівського повіту Охраміївської волості з 1866 року. За розповідями старожилів, село засноване в 16 столітті. Храм на честь Казанської ікони Божої матері було перевезено та по-новому збудовано орієнтовно у 1890-х роках, із села Тихонович, що поряд.
У Національній книзі пам'яті жертв Голодомору 1932—1933 років в Україні перелічено 7 мешканців села, які померли від голоду.
12 червня 2020 року, відповідно до розпорядження Кабінету Міністрів України № 730-р «Про визначення адміністративних центрів та затвердження територій територіальних громад Чернігівської області», увійшло до складу Корюківської міської громади.
19 липня 2020 року, в результаті адміністративно-територіальної реформи та ліквідації колишнього Корюківського району, село увійшло до складу новоутвореного Корюківського району.